# Buckelvolvo
Der Buckelvolvo (im Volksmund auch Katzenbuckel) erhielt – wie so viele Automobile – seinen Namen durch seine Form.

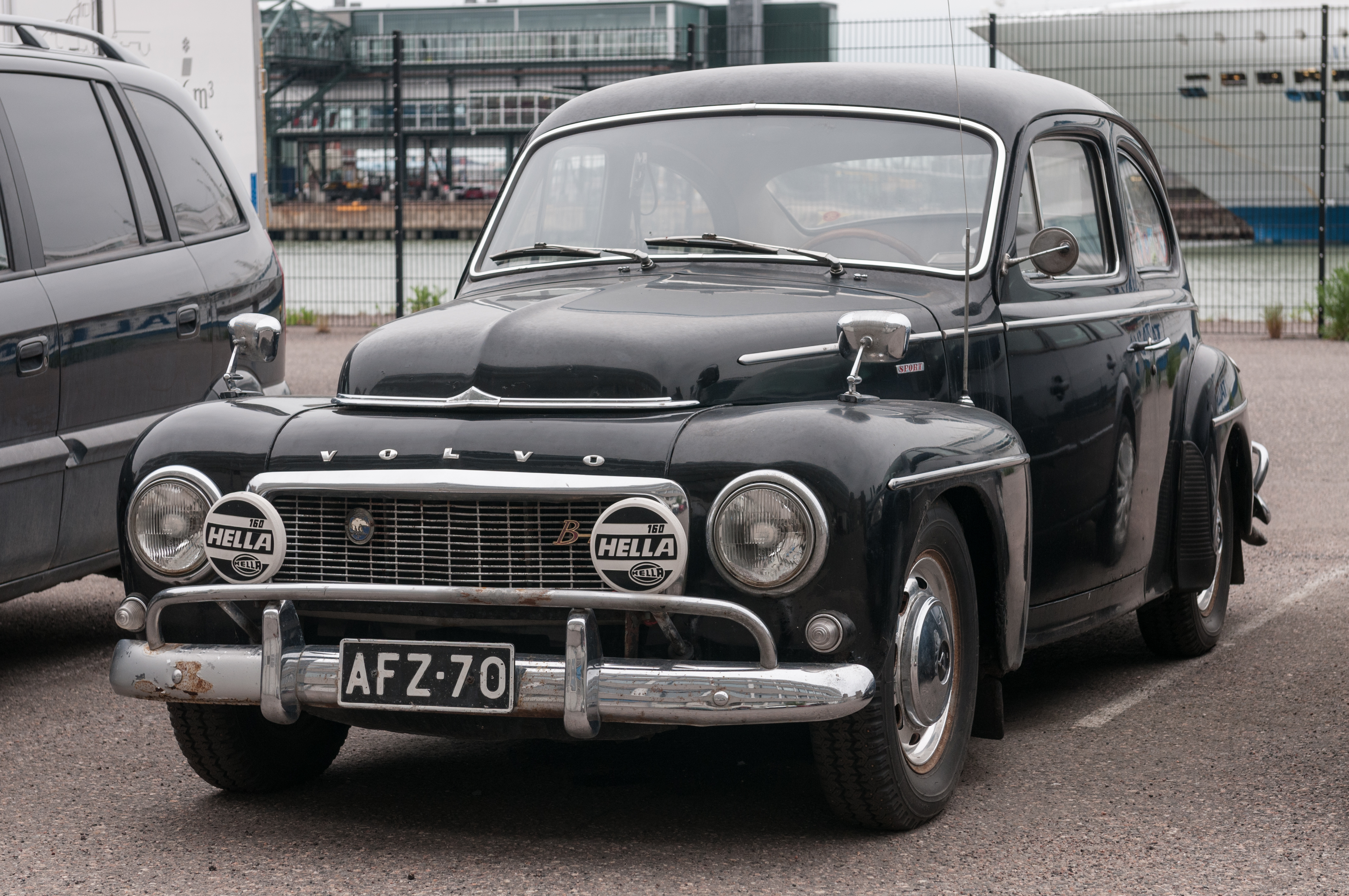
Volvo PV444H
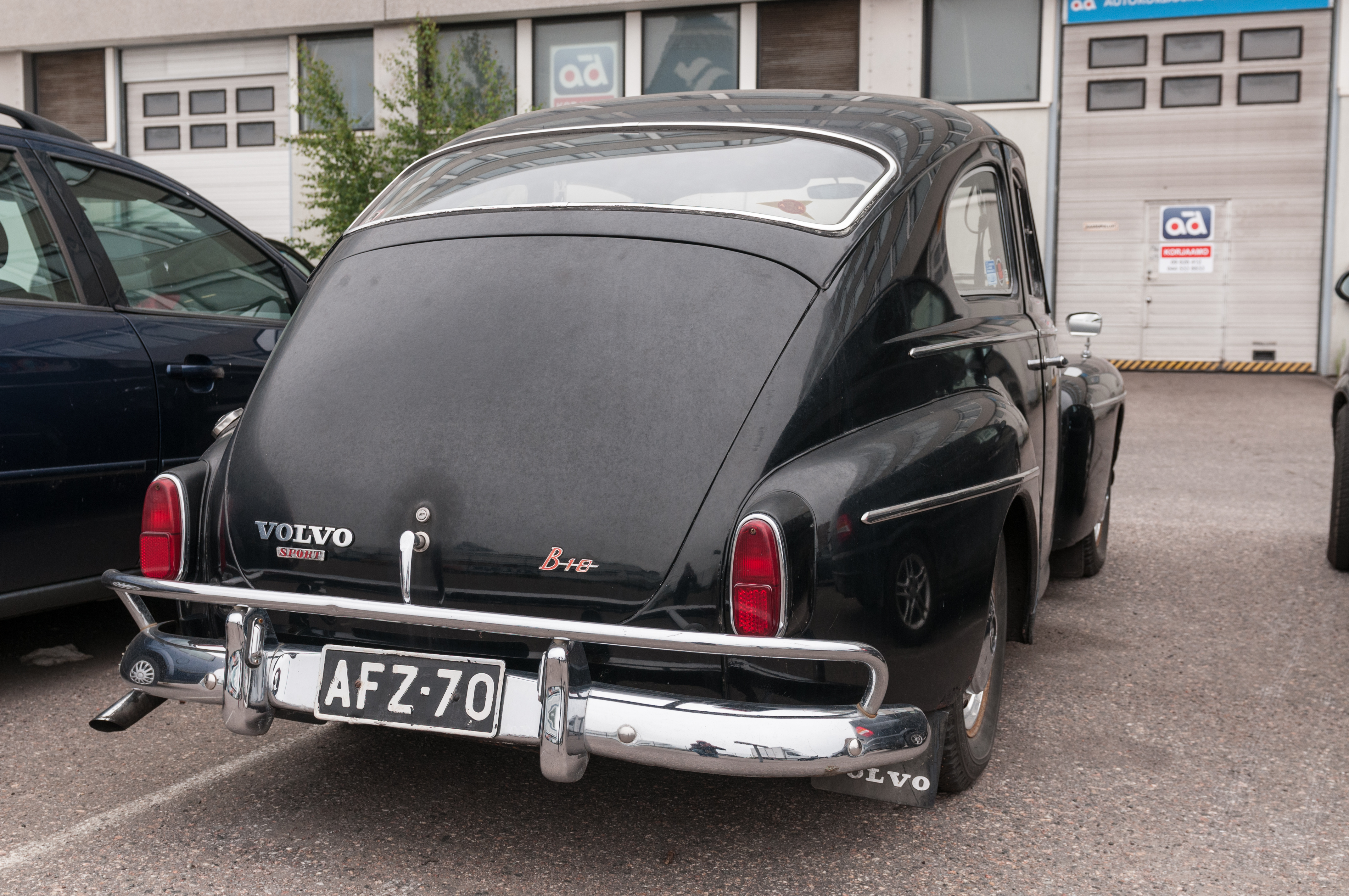
Volvo PV444H
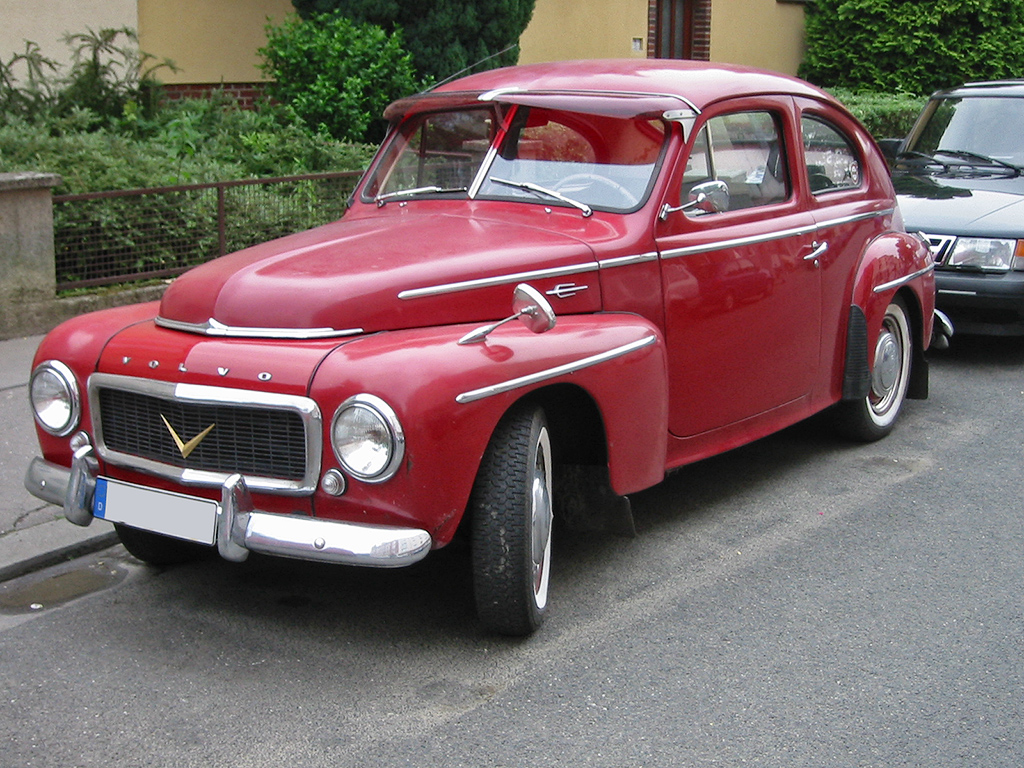
Volvo PV444L
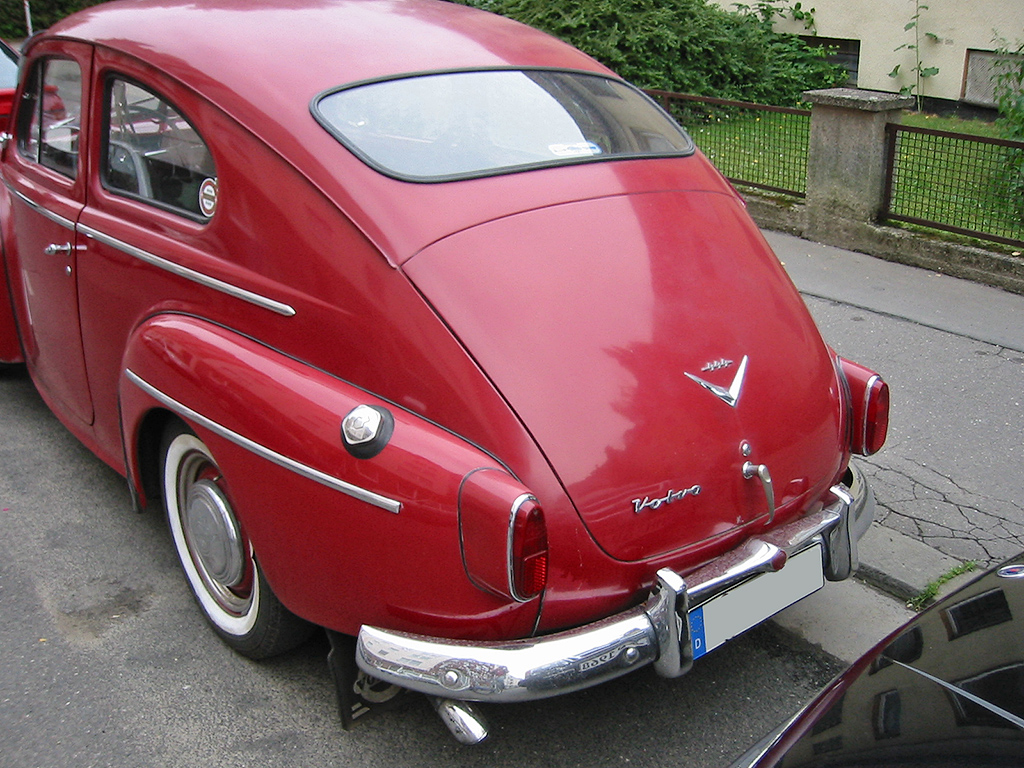
Volvo PV444L
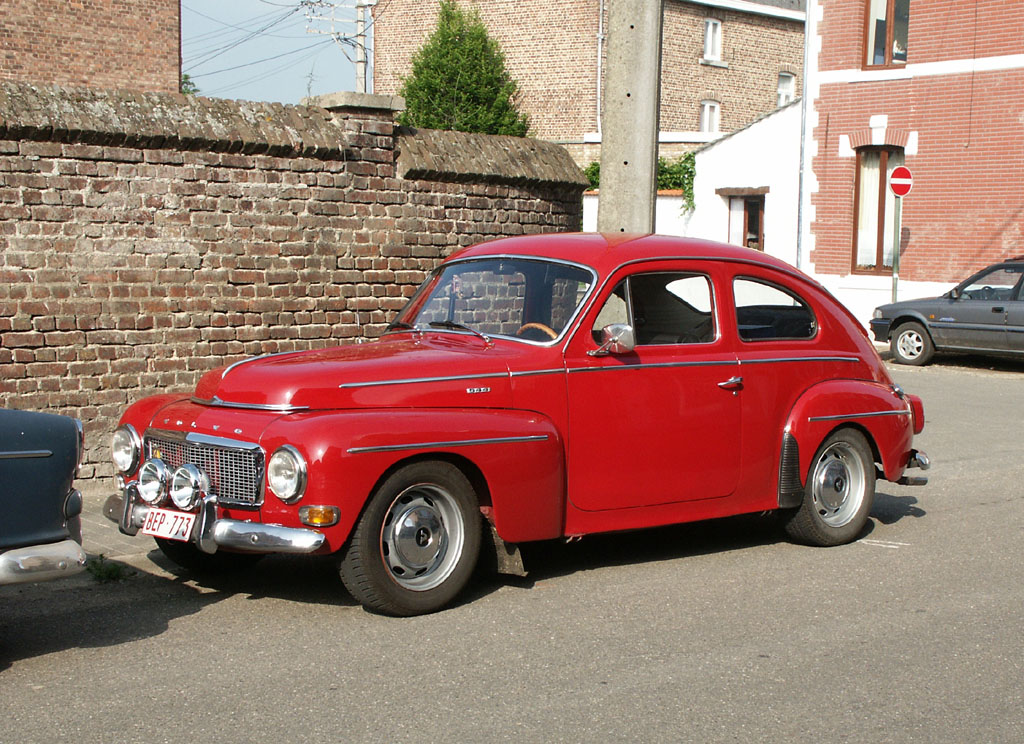
Volvo PV544
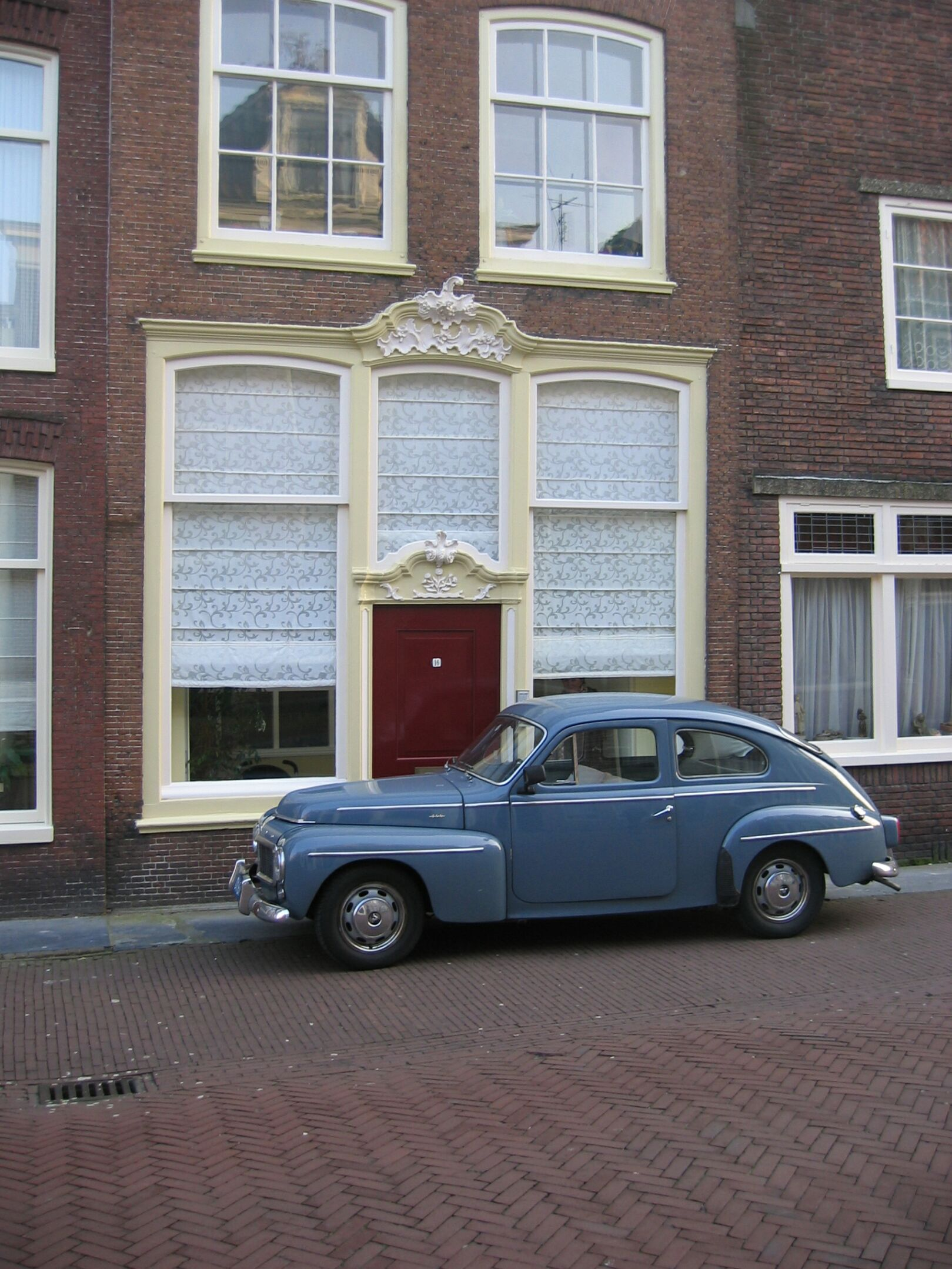
Volvo PV544
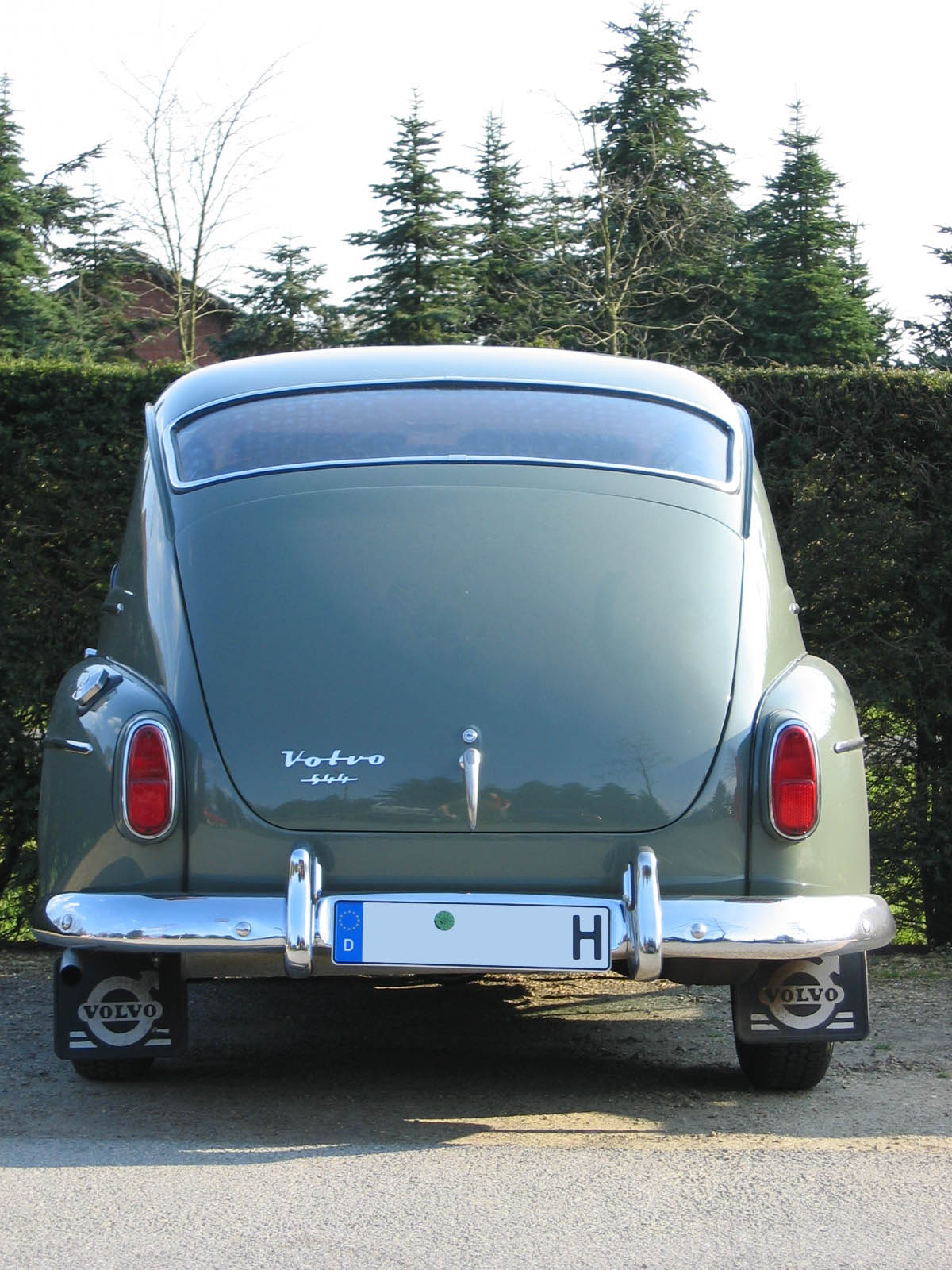
Volvo PV544
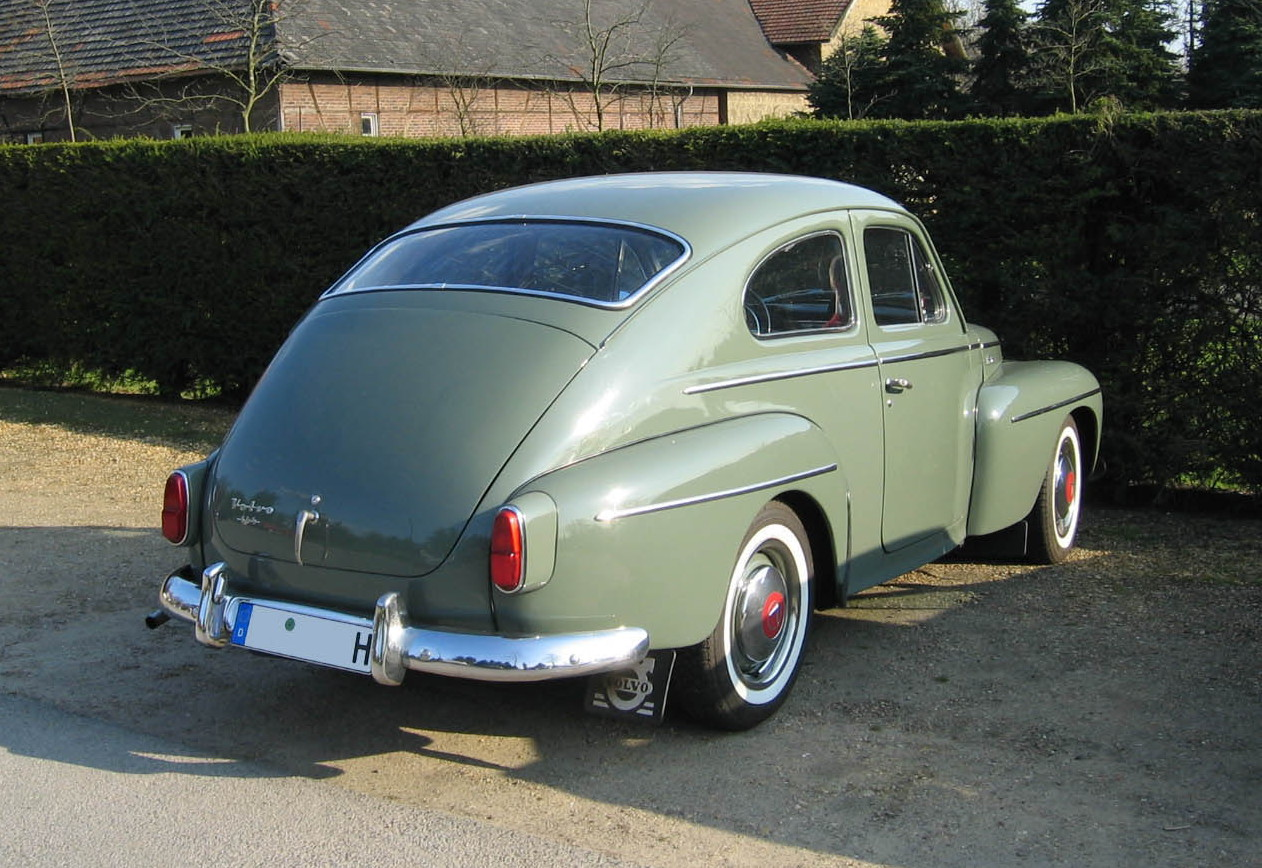
Volvo PV544
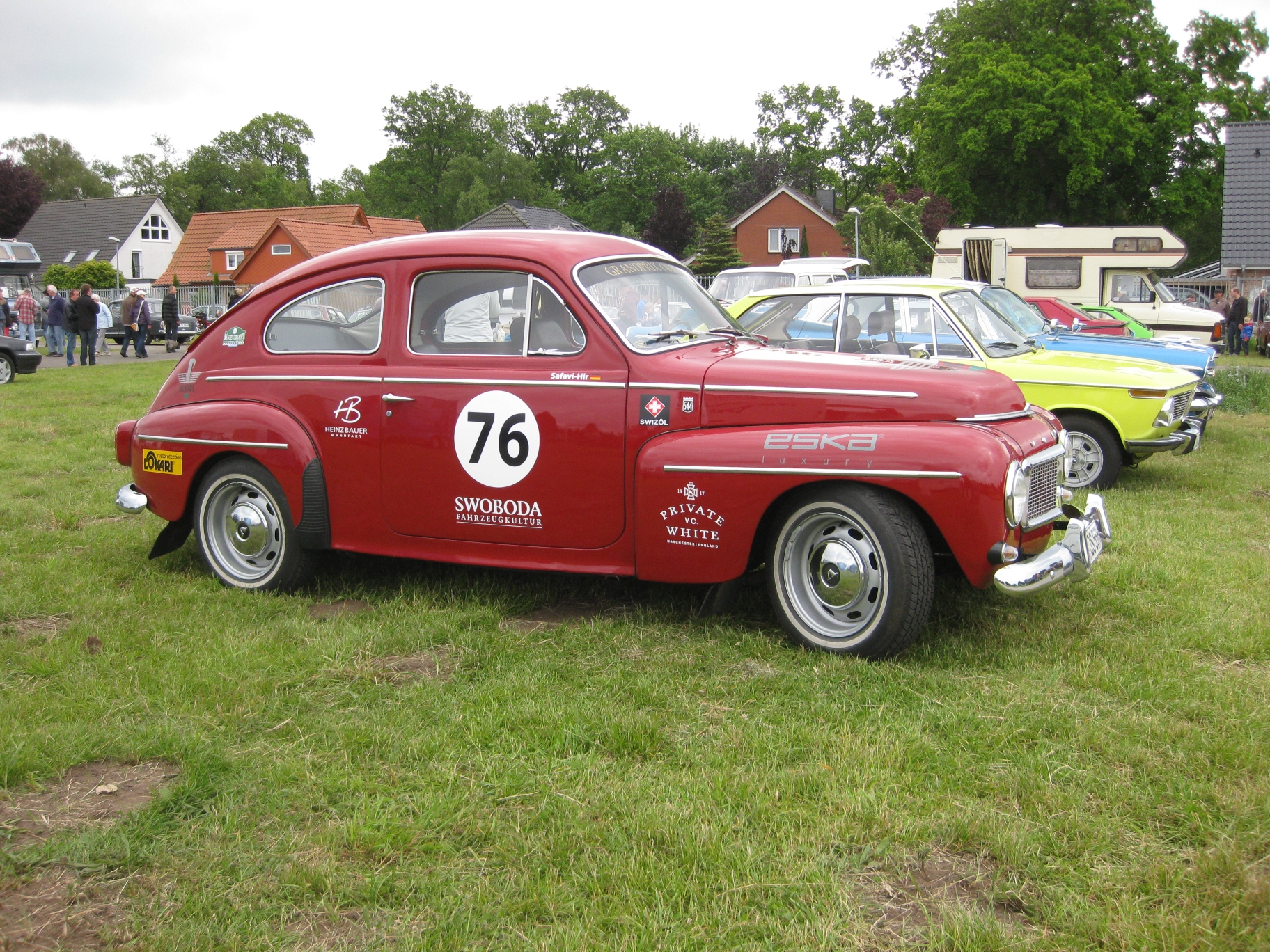
… im Race-Design
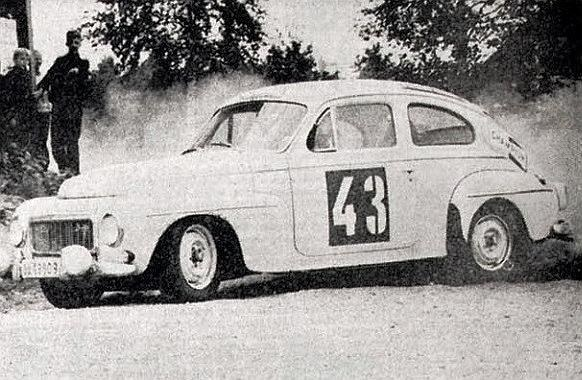
Tom Trana auf einem Volvo PV544 bei der 1000-Seen-Rallye 1963

Der Buckelvolvo, zu denen der PV444 (1947 bis 1958) und der PV 544 (1958 bis 1965) zählen, besitzt eine recht markante, durchgezogene Dach- und Rückenlinie. Diese fließt von der Oberkante der Windschutzscheibe in einem ungebrochenen, stark gebogenen Schwung bis zum Abschluss des Hecks, was den Fahrzeugen einen geduckt rundlichen Buckel verschafft. Es gibt ihn in verschiedenen Motorversionen von B 4 (1414 cm³) bis B18 (1780 cm³)
Die Kombiversion des Buckelvolvos heißt Duett.